# Louis Poulsen
Louis Poulsen är en dansk producent av belysningsarmaturer med säte i Köpenhamn. Företaget grundades 1874 av Ludvig R. Poulsen. Till Louis Poulsens mest kända artiklar hör PH-lampan som formgavs 1926 av den danske arkitekten Poul Henningsen.

## Historik

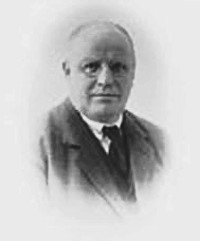
Louis Poulsen.

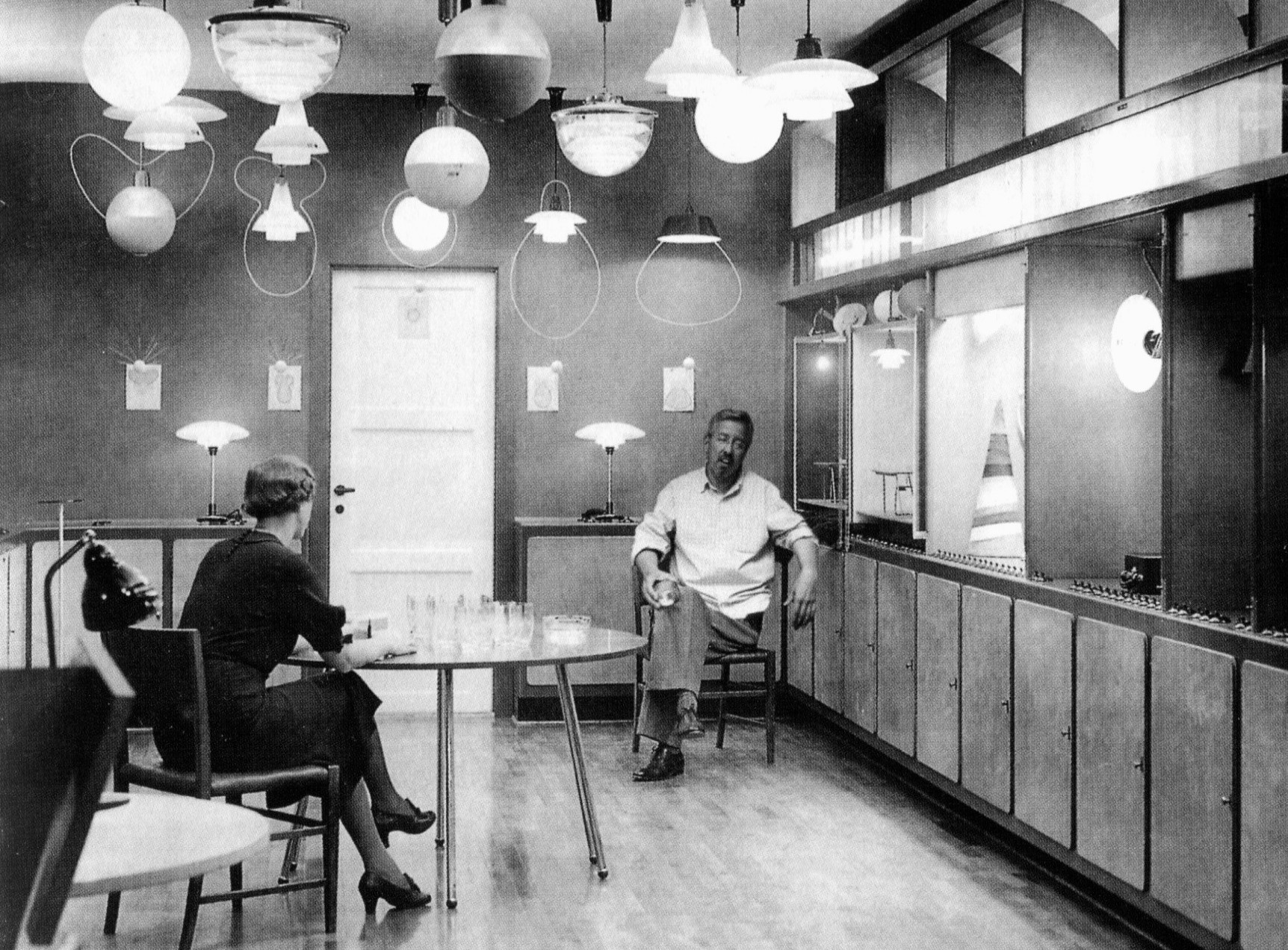
Louis Poulsens visningsrum i Nyhavn utformades av Poul Henningsen 1939.

År 1874 grundade Ludvig R. Poulsen (1846-1906) en importfirma för vin med namnet Kjøbenhavns direkte Vin-Import-Kompagni. Verksamheten lades ner efter fyra år och 1892 startade Poulsen ett nytt företag som sysslade med försäljning av verktyg och elektriska apparater. År 1906 tog hans brorson Louis Poulsen (1871-1934) över företaget och döpte det till Louis Poulsen & Co. 1917 drog Louis Poulsen sig tillbaka och Sophus Kaastrup-Olsen (1884-1938) blev företagets ägare. Han hade redan 1911 övertagit 50 procent av Poulsens elektriska avdelning. 
År 1924 började samarbetet med formgivaren Poul Henningsen som deltog i Exposition Internationale des Arts Decoratifs & Industriels Modernes i Paris och vann en guldmedalj 1925. Året efter formgav Henningsen sin första PH-lampa, som hade tre skärmar. Den skulle följas av många olika varianter som alla hade samma grundidé, nämligen att ge ett bländfritt ljus. 1926 år utkom den första produktkatalogen på danska, tyska, engelska och franska. 1931 hade omkring 30 000 PH-lampor sålts världen över. Denna klassiker bland belysningsarmaturer produceras fortfarande och säljs via företaget Louis Poulsen. 1939 blev firman aktiebolag och heter sedan dess Louis Poulsen A/S.
Efter andra världskriget startade företaget internationella dotterbolag och inledde samarbete med kända formgivare som Arne Jacobsen, Verner Panton och Louise Campbell som ritade lampor för hemmiljön och på beställning. 1962 etablerades det första dotterbolaget som kom att ligga i Tyskland. Därpå följde dotterbolag i flera andra länder, bland annat i Sverige 1975, i USA 1985 och i Japan 1991.
Efter Jens Kaastrup-Olsens död 1976 övertogs ledningen av Hans Cordes. Företaget hade 2015 knappt 290 medarbetare och en omsättning på 569 miljoner kronor. 2015 blev Christian Engsted verkställande direktör.

## Bilder, produkter (urval)

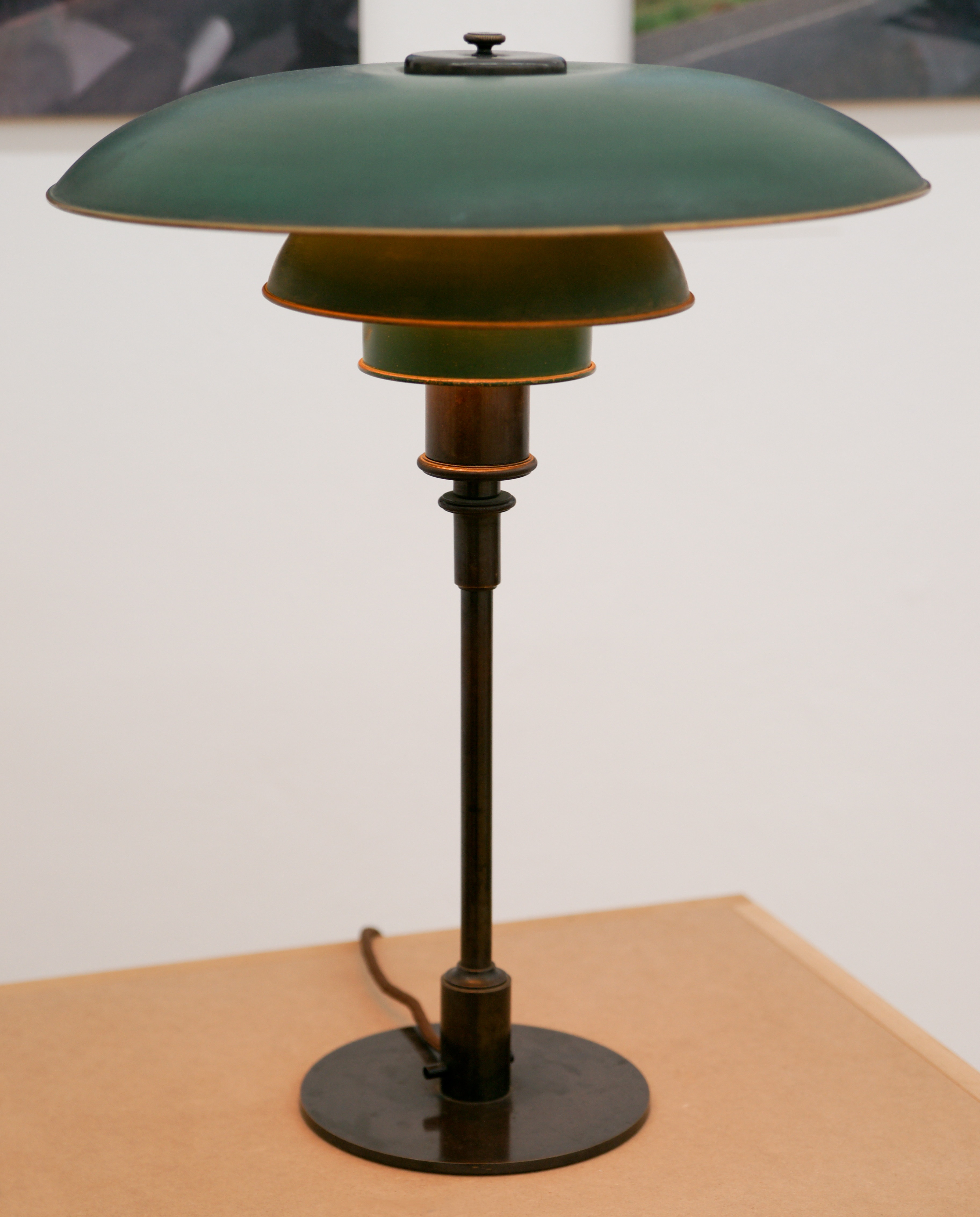
Bordslampa PH formgiven 1927
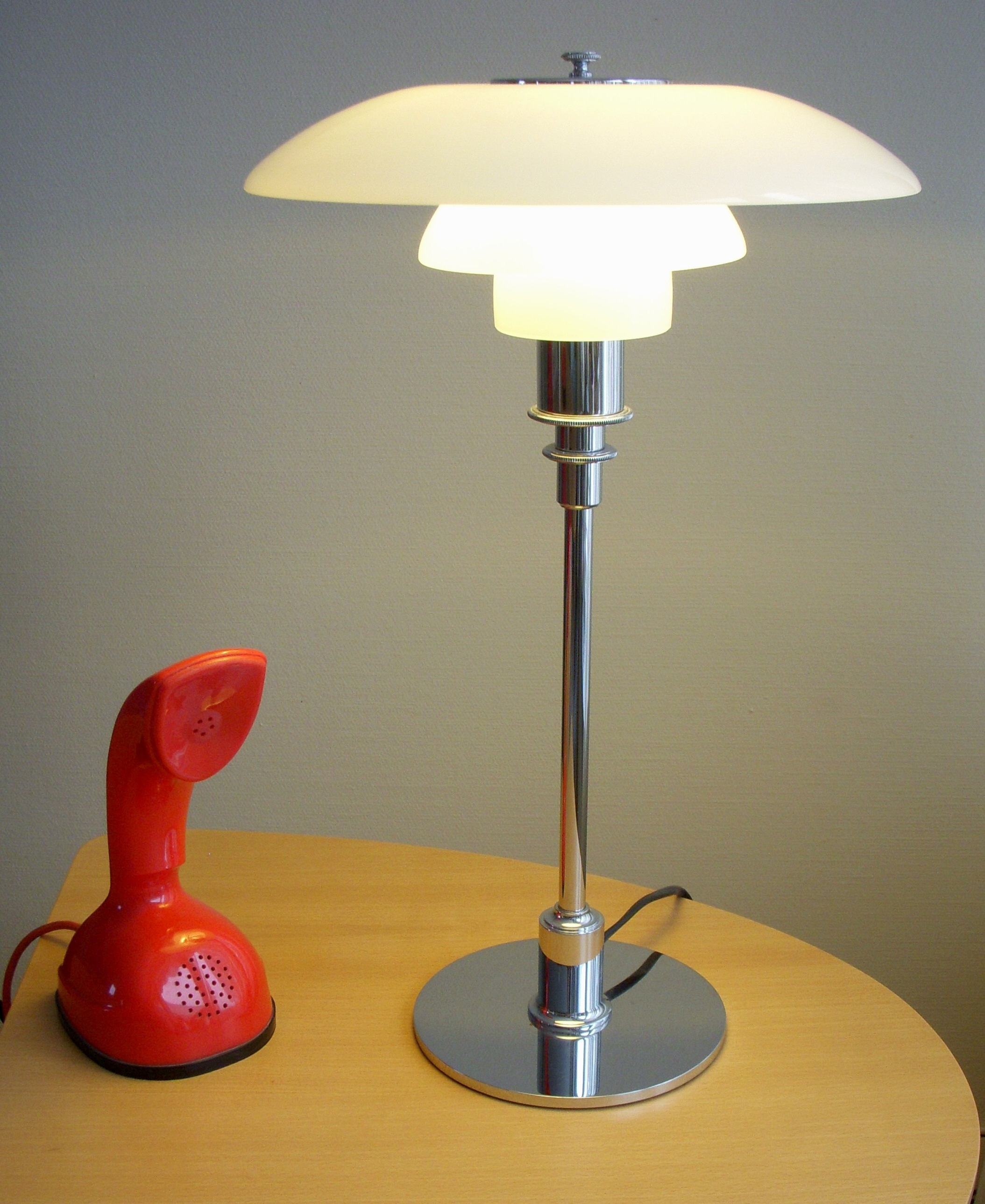
Bordslampan PH med glasskärmar (nyproduktion)
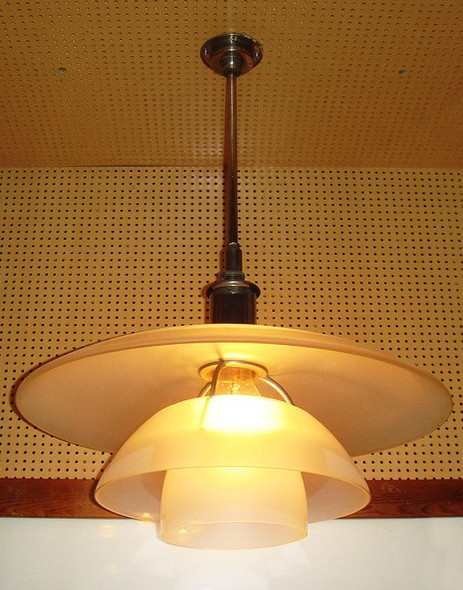
Taklampa PH formgiven 1927
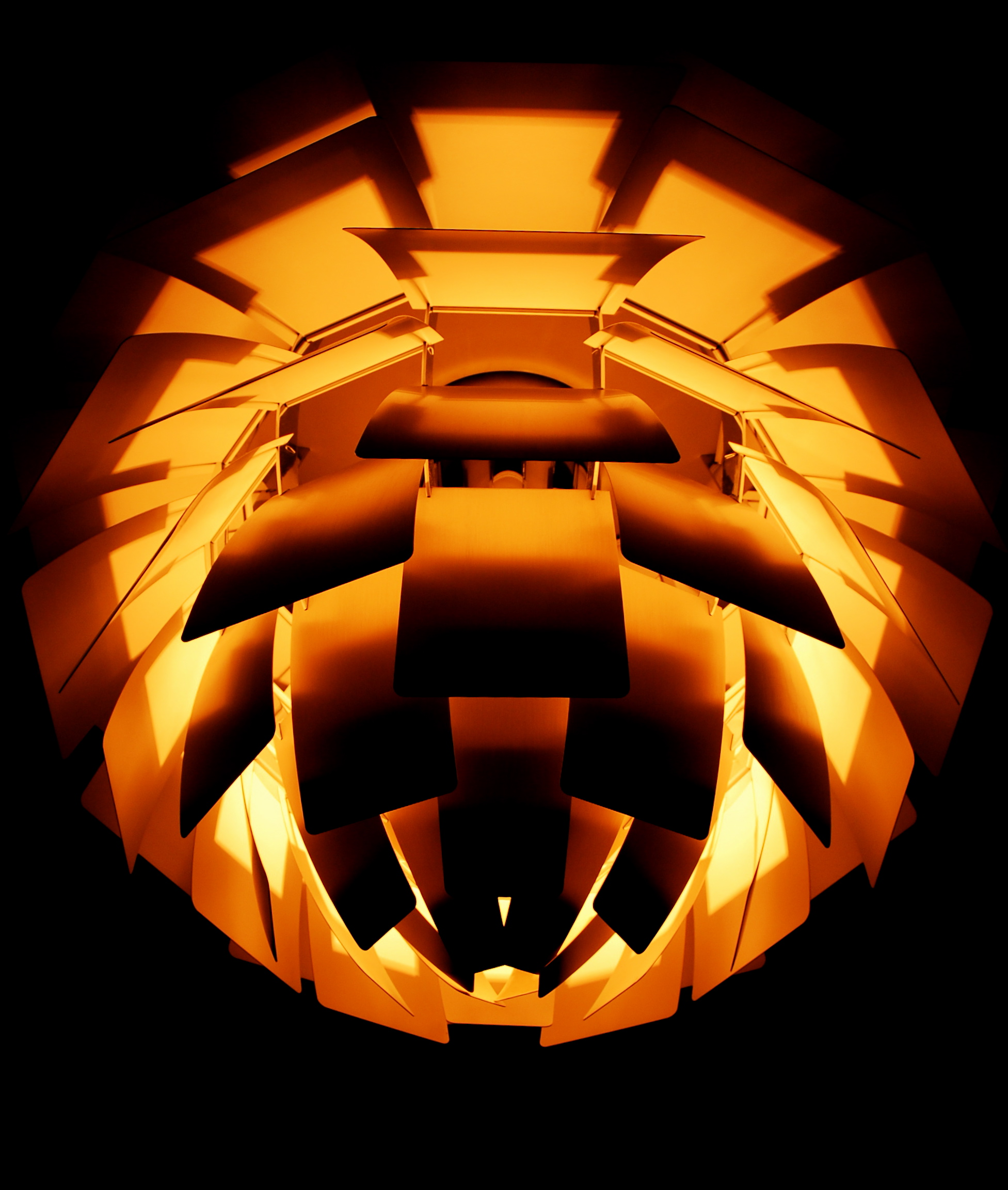
Taklampa PH Artichoke formgiven 1957
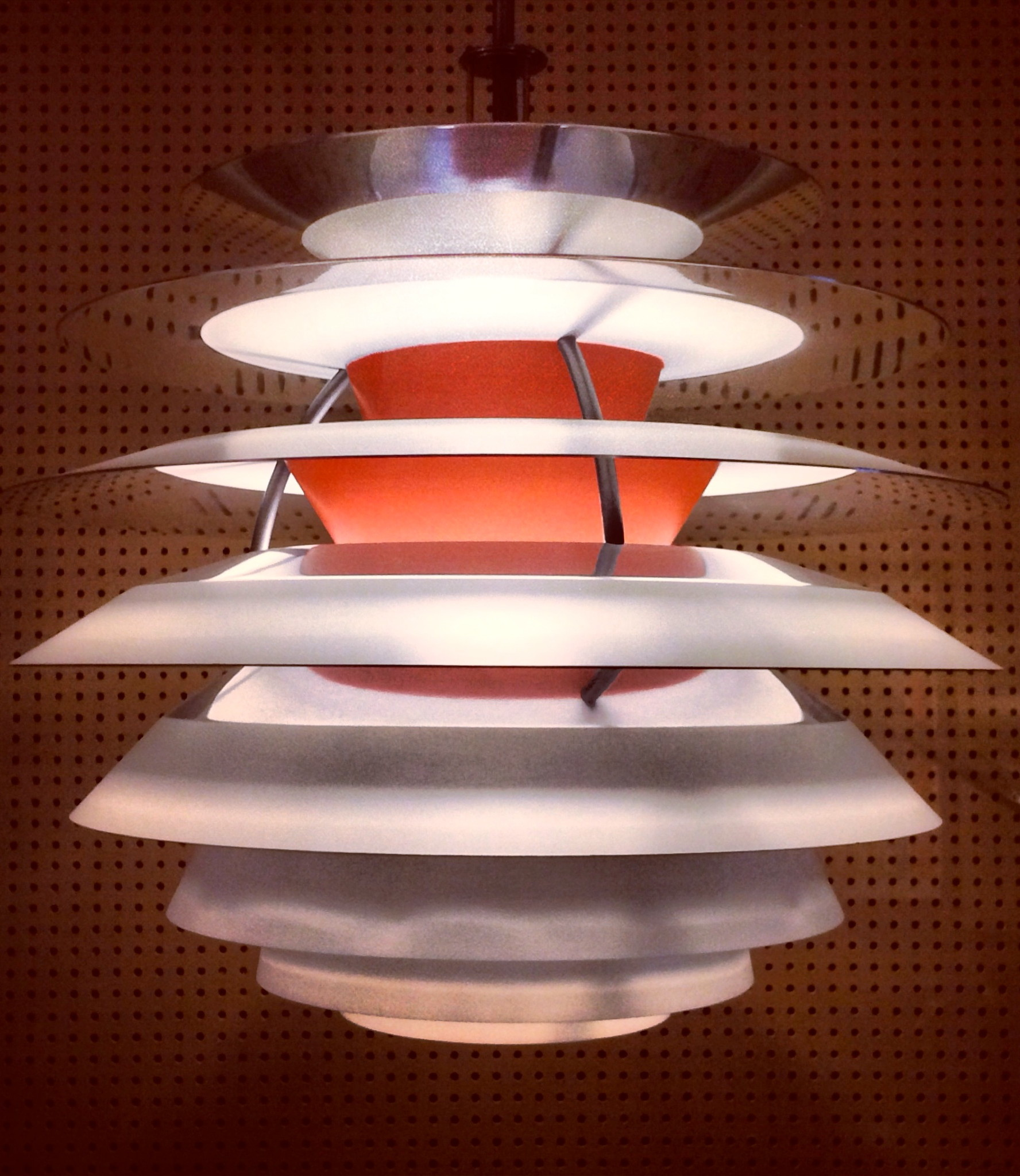
Taklampa PH Snowball formgiven 1957
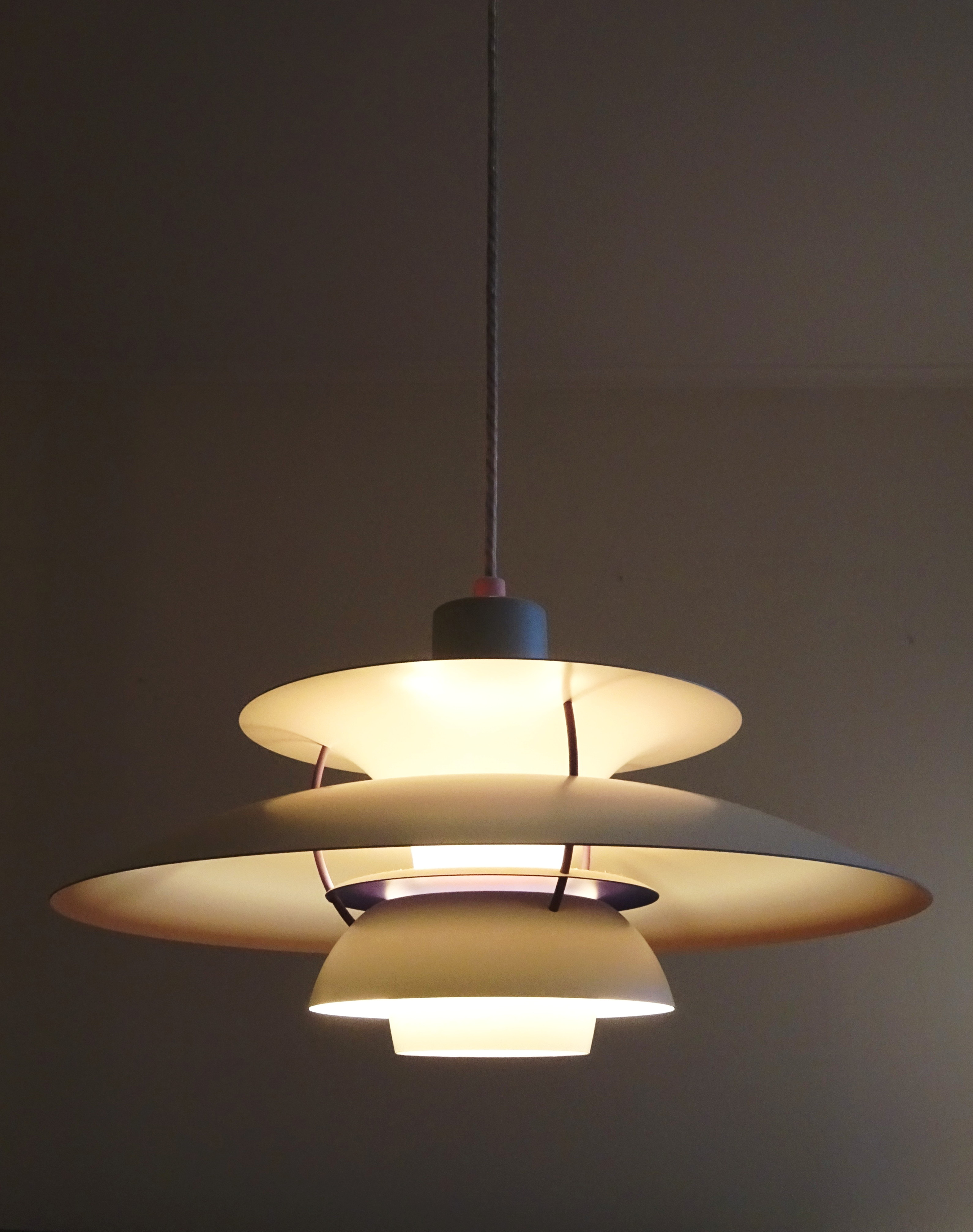
Klassikern taklampan PH-5 formgiven 1958
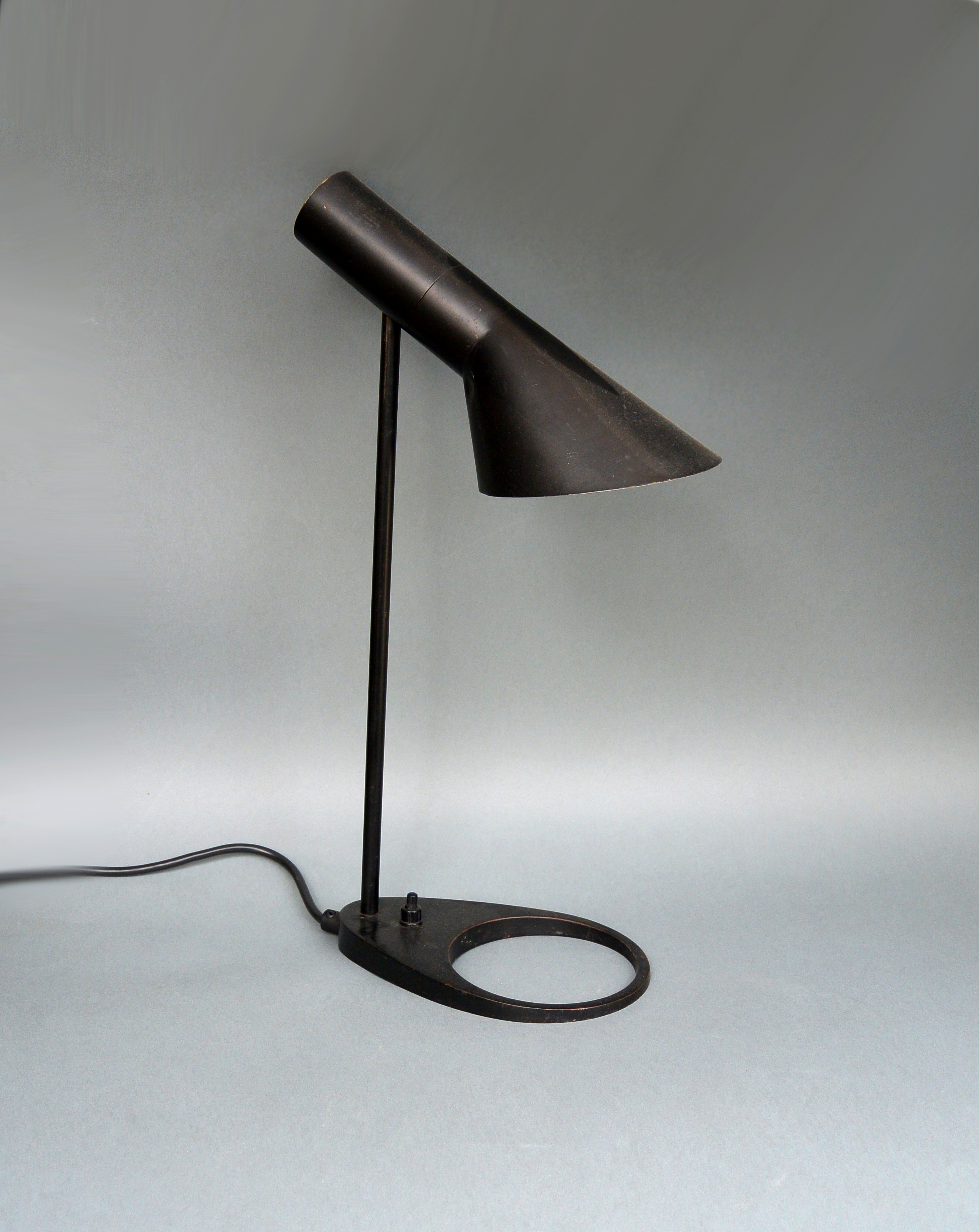
AJ-lampan formgiven 1957 av Arne Jacobsen